# Rabbit Fur Coat
Rabbit Fur Coat è il primo album in studio da solista della cantante statunitense Jenny Lewis, pubblicato nel 2006 e realizzato insieme al duo The Watson Twins.

## Tracce
1. Run Devil Run – 1:06
2. The Big Guns – 2:32
3. Rise Up with Fists!! – 3:36
4. Happy – 4:14
5. The Charging Sky – 2:56
6. Melt Your Heart – 2:50
7. You Are What You Love – 2:51
8. Rabbit Fur Coat – 4:32
9. Handle with Care – 2:56
10. Born Secular – 5:07
11. It Wasn't Me – 4:10
12. Happy (Reprise) – 0:48